# Karen Tandy
Karen Pomerantz Tandy (Fort Worth, ...) è una politica e diplomatica statunitense, amministratrice della Drug Enforcement Administration, l'agenzia americana per la lotta alla droga, dal 2003 al 2007.
È anche una diplomatica impegnata nei rapporti degli Stati Uniti con i Paesi Asiatici e col Sudamerica, le aree da cui proviene gran parte degli stupefacenti che circolano sul mercato nordamericano.
Durante il suo mandato si è avuta una riduzione dei traffici di droga verso l'interno degli USA, anche in seguito alle alleanze strette da tale nazione con i Paesi orientali dopo la guerra in Afghanistan del 2001.